# Salvaleón
Salvaleón település Spanyolországban, Badajoz tartományban. Salvaleón Salvatierra de los Barros, Jerez de los Caballeros, Barcarrota, Almendral és Nogales községekkel határos. Lakosainak száma 1656 fő (2024).

## Népesség
A település népessége az utóbbi években az alábbiak szerint változott:
| Lakosok száma | 2211 | 2177 | 2127 | 2049 | 2022 | 1916 | 1355 | 1755 | 1692 | 1656 |
|               | 2001 | 2004 | 2006 | 2009 | 2011 | 2014 | 2016 | 2019 | 2021 | 2024 |